# Östersunds IK
Östersunds IK – szwedzki klub hokeja na lodzie z siedzibą w Östersund.